# Bentos

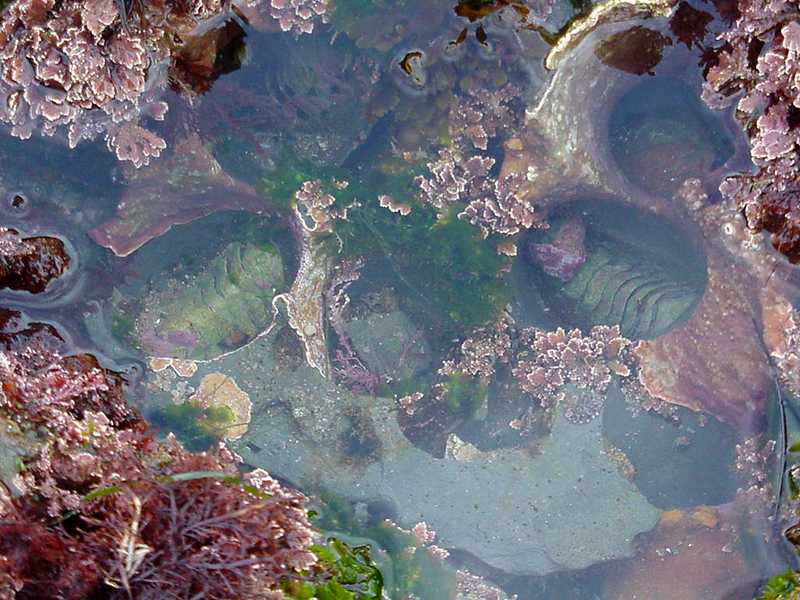
Mořské řasy a chroustnatky v přílivové tůni

Bentos je společenstvo všech vodních organismů žijících na povrchu, uvnitř nebo pod povrchem dna slaných i sladkých vod jako jsou moře, řeky, rybníky a jezera. Tento typ stanoviště se v mořské biologii označuje jako bentická zóna. Bentos je druhově extrémně rozmanitý a sestává od mikroorganismů jako jsou sinice a mikrobiální rozkladači (houby a bakterie) přes mořské bezobratlé po velké druhy korýšů a ryb. Zatímco někteří bentičtí živočichové žijí přisedle, jiní se dokáží aktivně pohybovat.
Bentos se dá rozdělit podle řady faktorů. Rozlišuje se např. zoobentos, který zahrnuje všechny živočišné druhy, a fytobentos sdružující „rostlinná“ (fototrofní) společenstva. Bentos se může nacházet bezprostředně u vodní hladiny v pouze částečně zaplavovaných oblastech (intertidální zóna jako jsou přílivové tůně), v mělkých vodách kontinentálních šelfů i v hlubokých abysálních vodách.

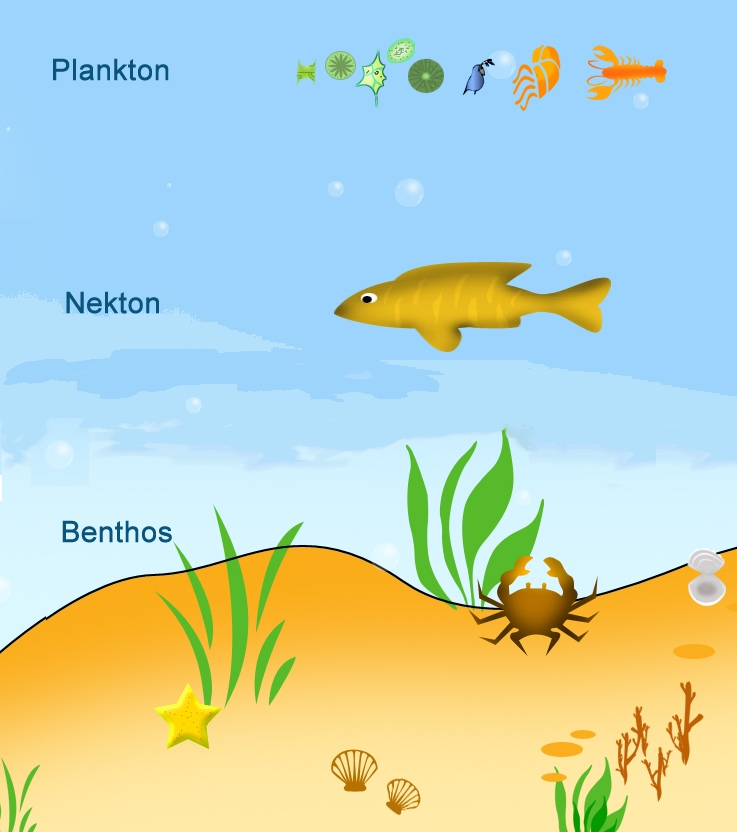
Schema zobrazující tří hlavní ekologické skupiny vody: plankton, nekton a bentos

Řada organismů žijící v hlubokých mořských vodách je přizpůsobena životu pod vysokým tlakem a v mělkých vodách by nepřežila. Jelikož do hlubokých vod neproniká sluneční světlo, organismy obývající veliké hloubky bývají závislé na živinách klesajících ke dnu z vyšších částí vodního sloupce; z tohoto důvodu většina bentických živočichů představuje mrchožrouty nebo detritofágy, častá je i filtrace živin z vody. Samotný pojem bentos, ve starší české literatuře též benthos, pochází ze starořeckého βένθος (bénthos) neboli „[mořská] hloubka“).

## Dělení bentosu
Bentos se může rozdělovat na základě několika faktorů.

### Podle typu

#### Fytobentos
Pojem fytobentos pochází ze starořeckého phutón neboli „rostlina“. Tento typ bentosu zahrnuje „rostlinná“ společenstva jako jsou mořské řasy, ruduchy, sinice, mechy a rozsivky. 

#### Zoobentos
Ze starořeckého zôion čili „zvíře“. Jako zoobentos neboli živočišný bentos se označuje živočišná složka bentosu. Jedná se o různé bakterie, houby, členovce, želvušky aj. Ve sladkovodním prostředí to mohou být např. larvy chrostíků a pakomárů nebo plži.

### Podle velikosti

#### Makrobentos
Výraz makrobentos pochází ze starořeckého makrós neboli „dlouhý“. Do makrobentosu se zahrnují organismy viditelné pouhým okem, resp. organismy, které nepropadnou sítkem s otvory velkými 0,5 nebo 1 mm. Může se jednat např. o mořské trávy, mnohoštětinatce, mlže, ostnokožce, sasanky, korály, sumky, ploštěnky a větší korýše jako jsou krabi, humři nebo slepoočky.

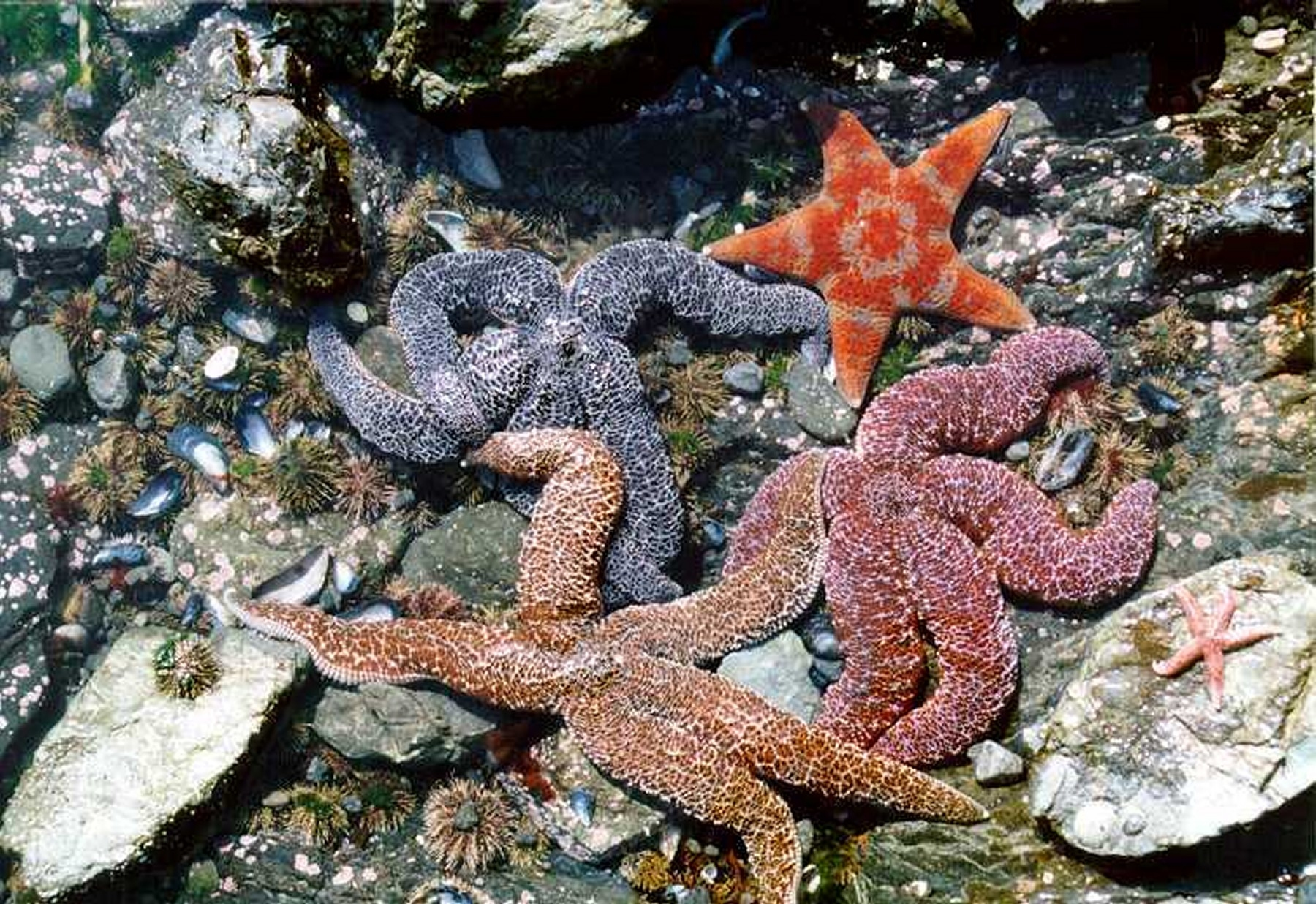
Ostnokožci
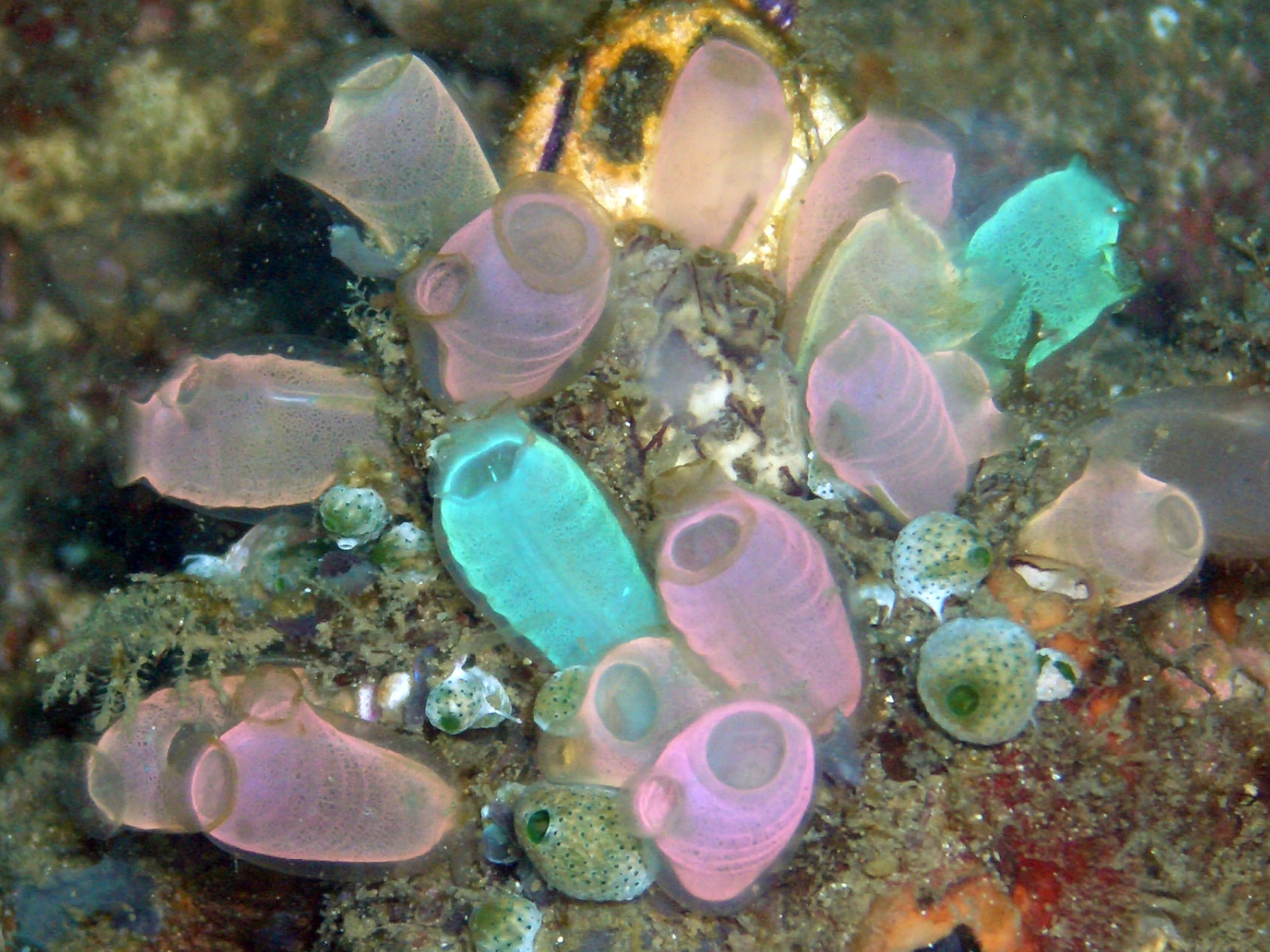
Sumky
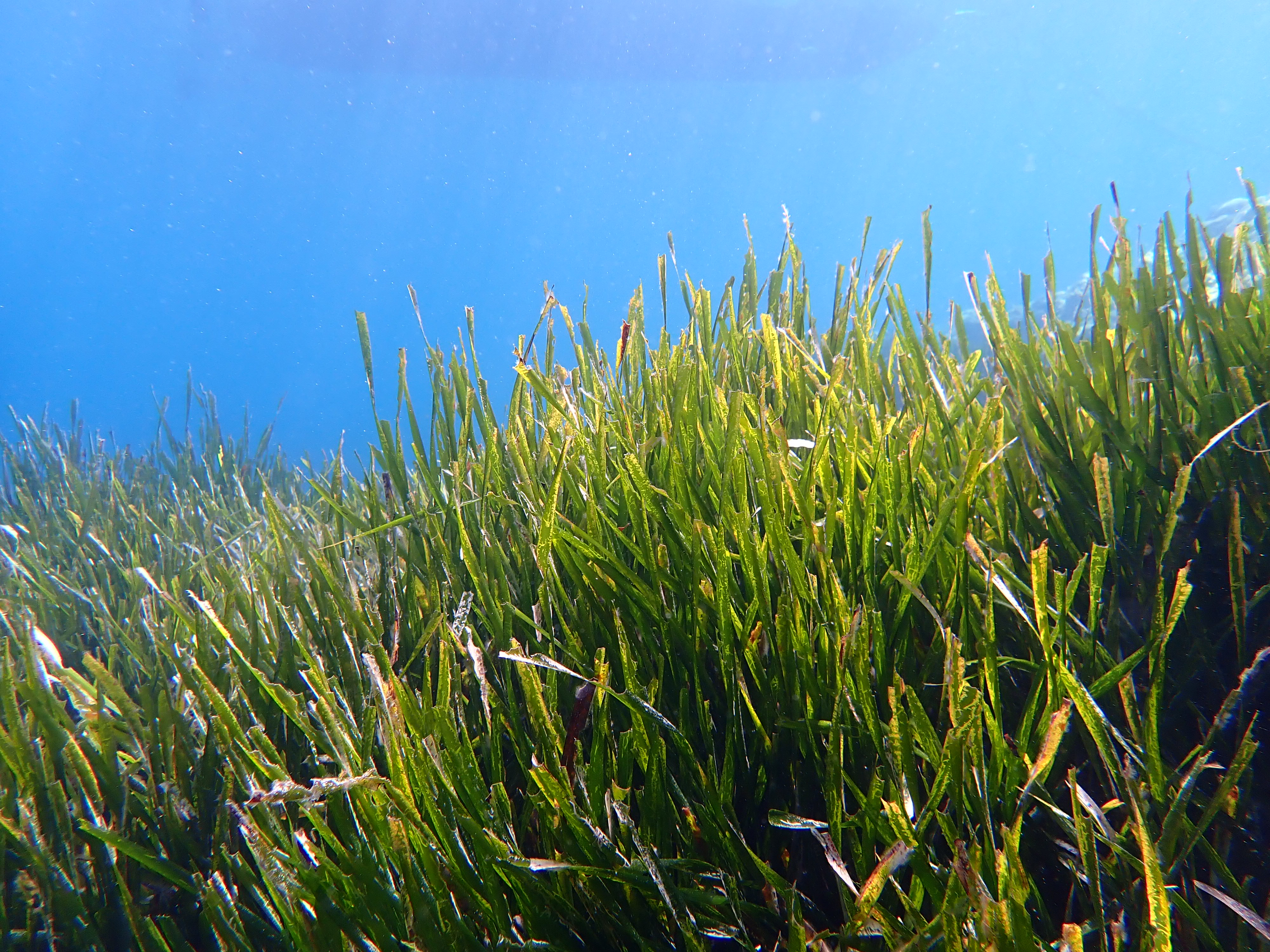
Posidonie mořská
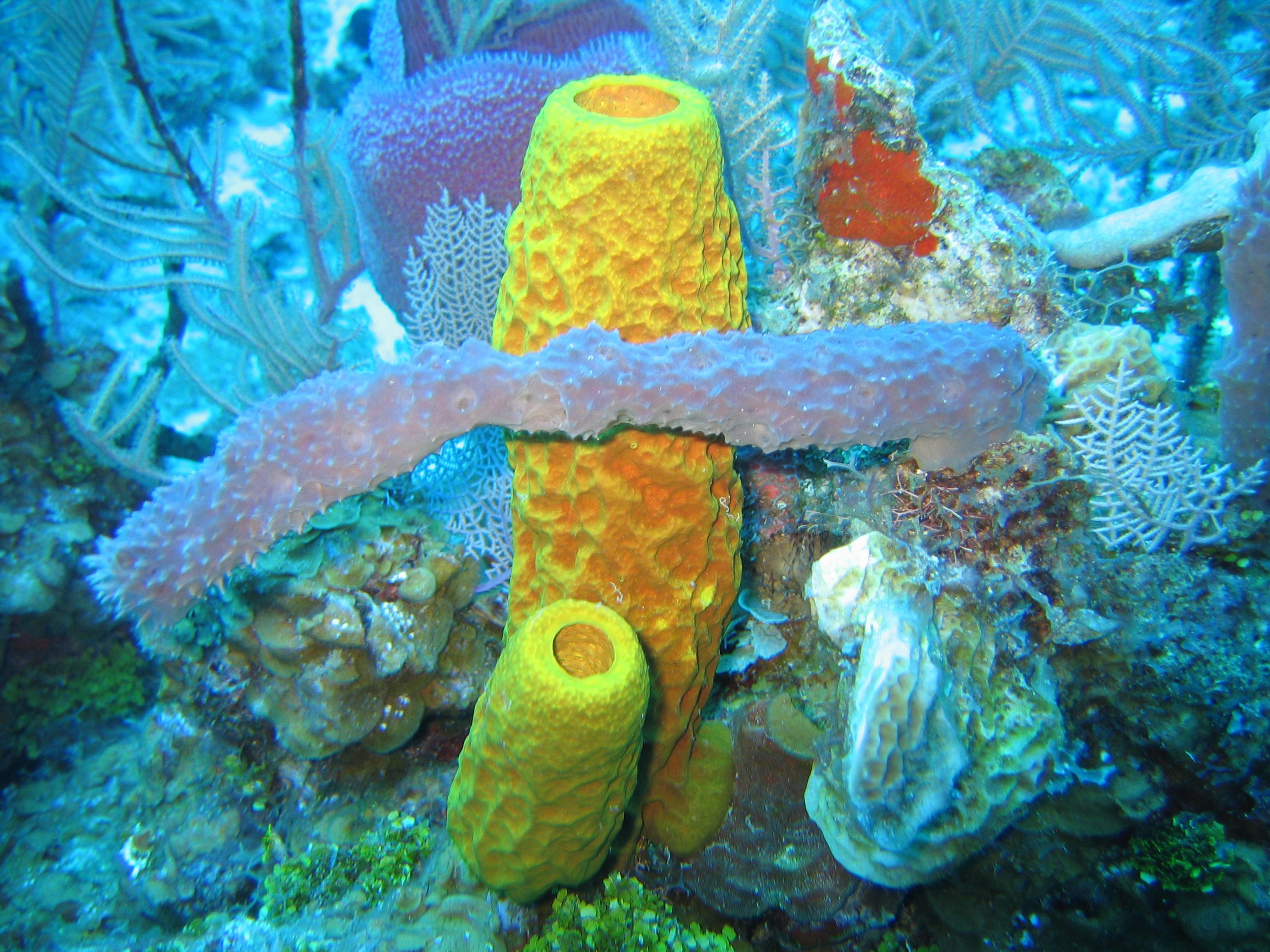
Houbovci
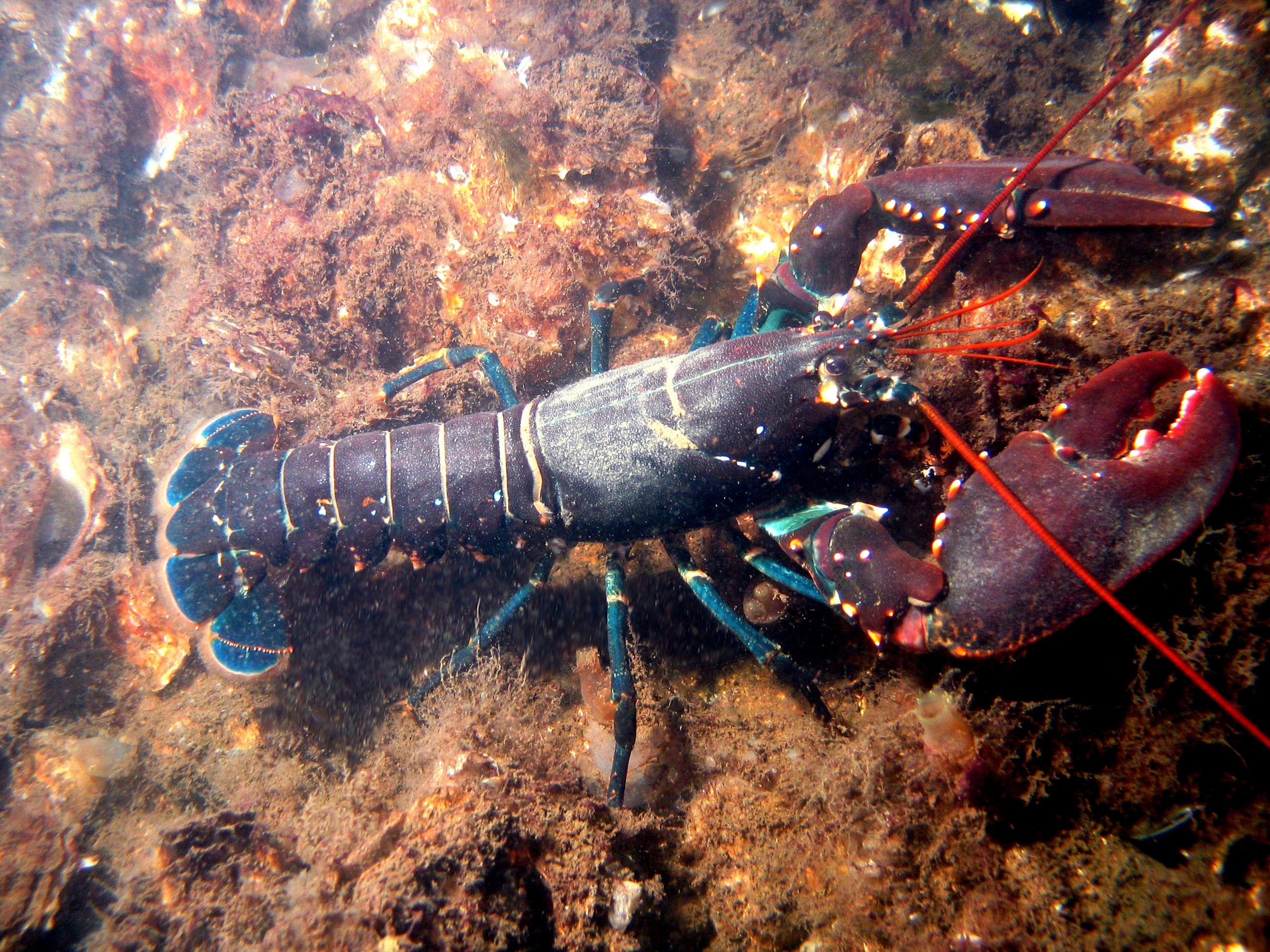
Humr evropský

#### Mezobentos
Pod pojmem mezobentos (starořecký prefix meîon znamená „menší“) se myslí organismy, které propadnou sítkem s otvory velkými 0,5 nebo 1 mm. Jedna se tedy o velmi malé, druhově však velmi rozmanité organismy, ke kterým patří hlístice, dírkonošci, želvušky, břichobrvky nebo miniaturní druhy korýšů jako jsou klanonožci a lasturnatky. Co do počtu jedinců mezobentos včetně mikrobentosu může zaujímat i více než 95 % všeho sladkovodního bentosu a kolem 25 % biomasy sladkovodního bentosu.

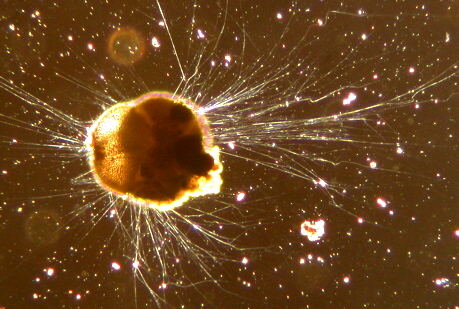
Dírkonošci
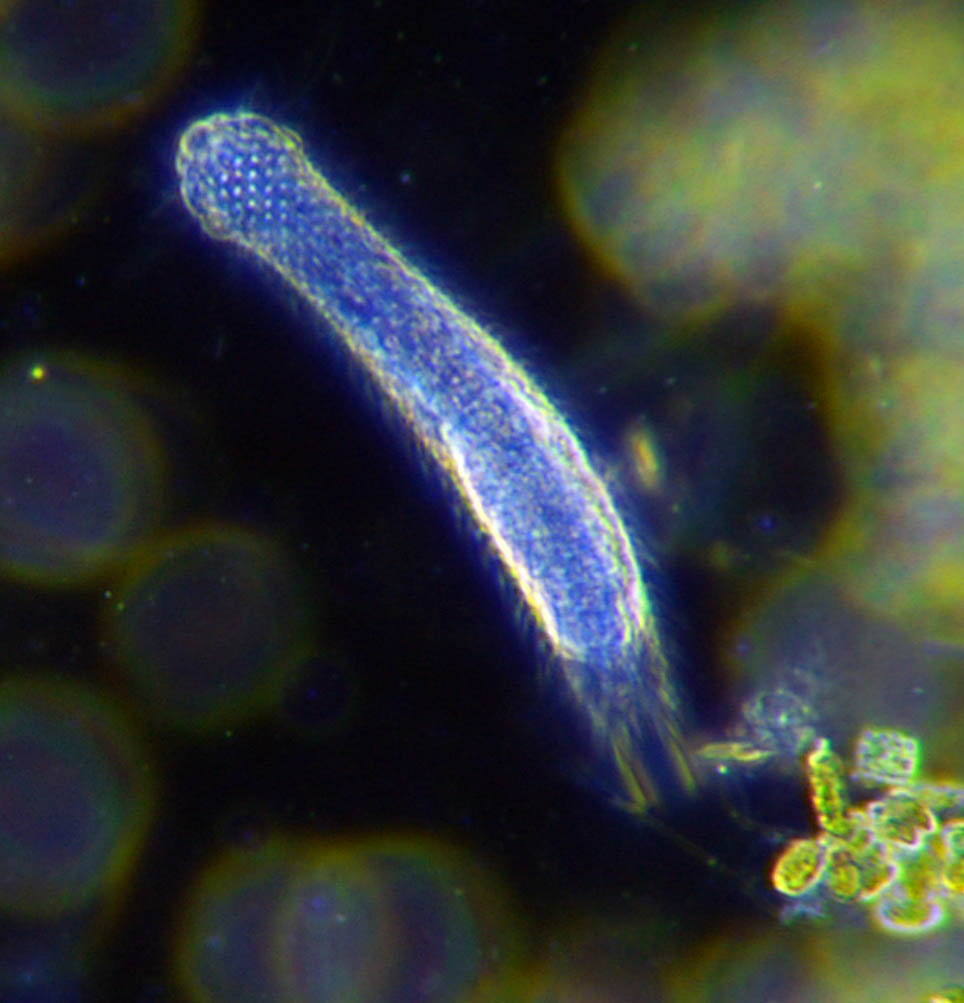
Břichobrvky
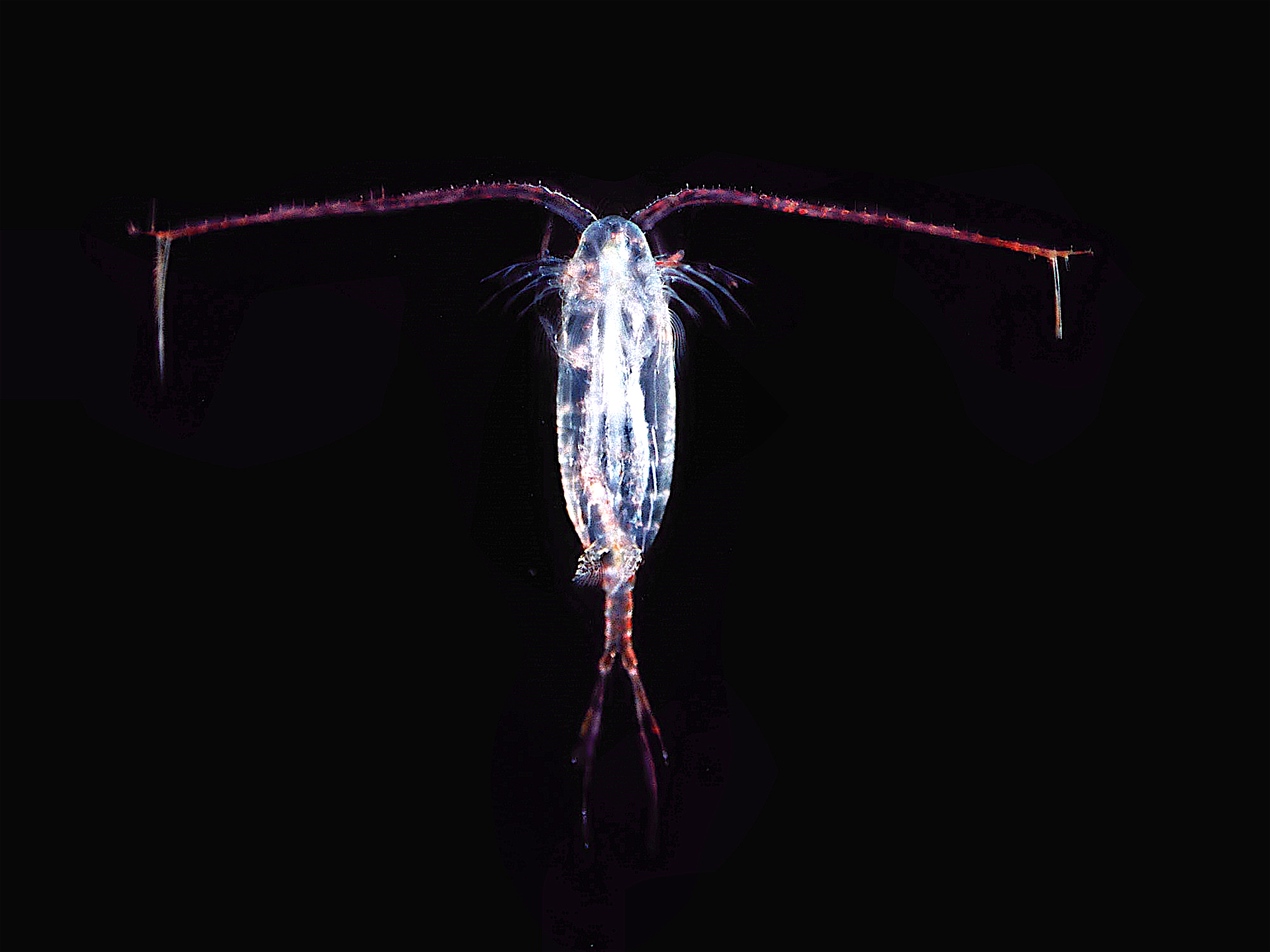
Klanonožci
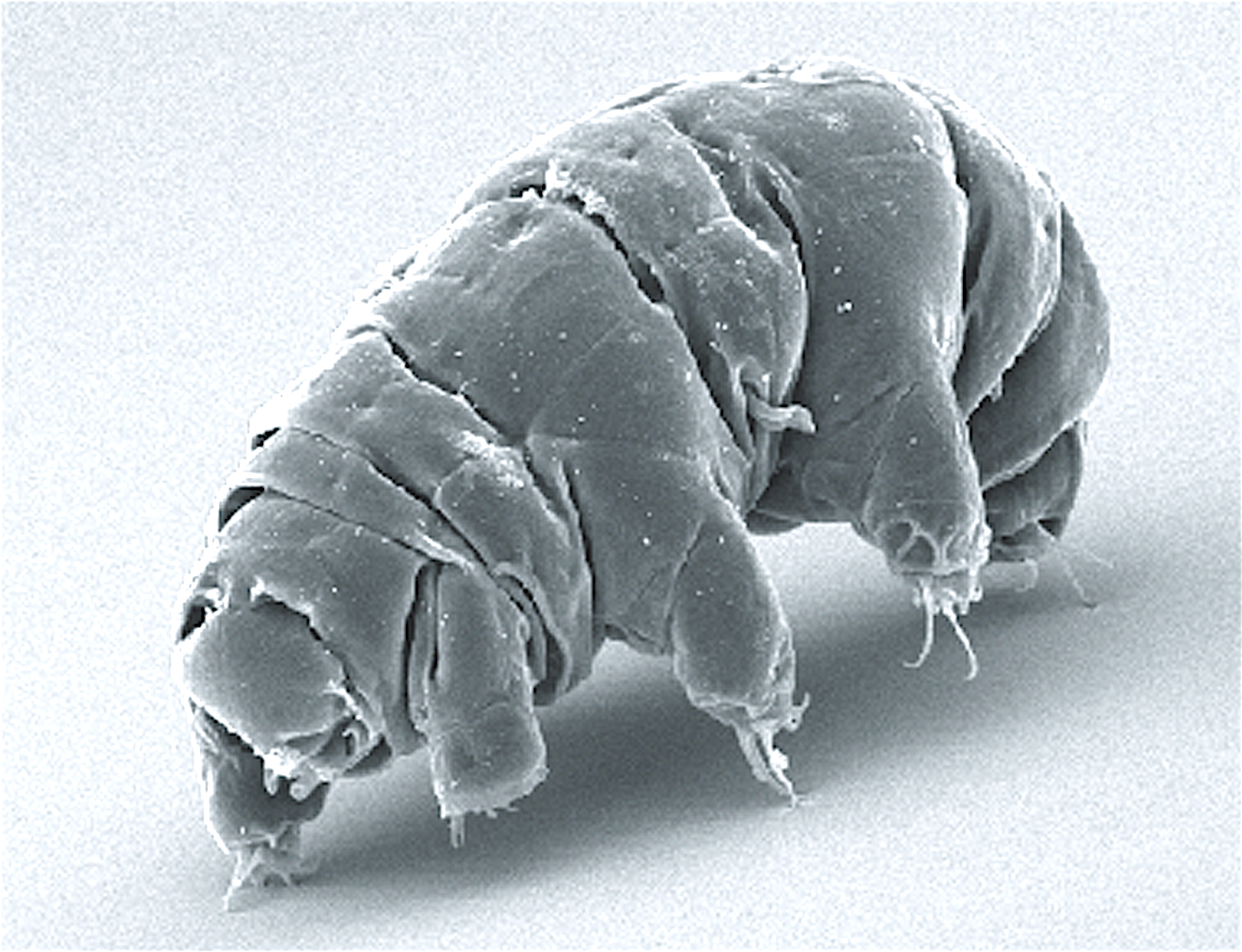
Želvušky
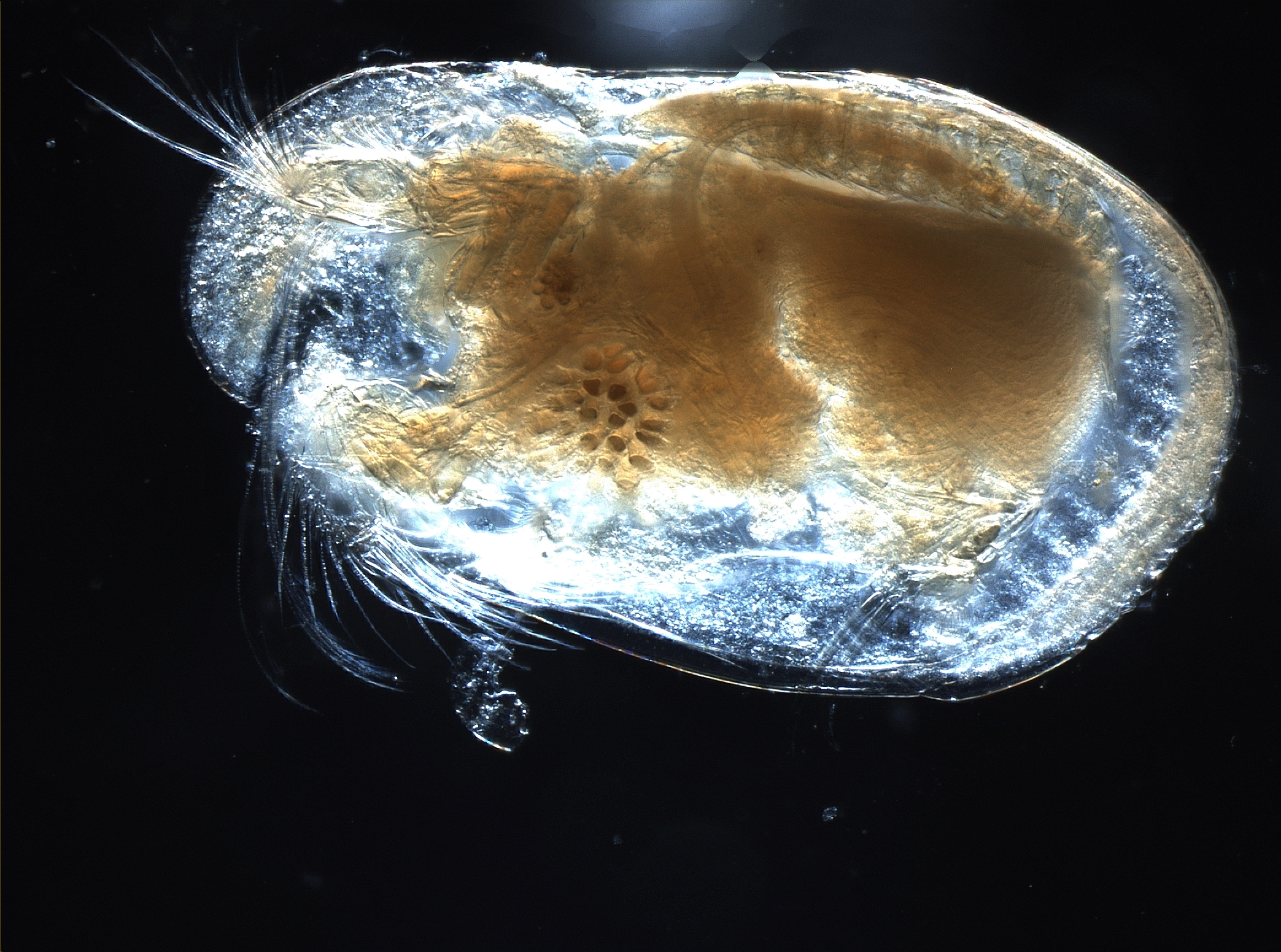
Lasturnatky

#### Mikrobentos
Termín mikrobentos pochází ze starořeckého mikrós čili „malý“. Tento termín se příliš nepoužívá, avšak v případě použití typicky označuje organismy menší než 0,1 mm. Jako mikrobentos se označují např. rozsivky, nálevníci, obrněnky, bičíkovci či bakterie.

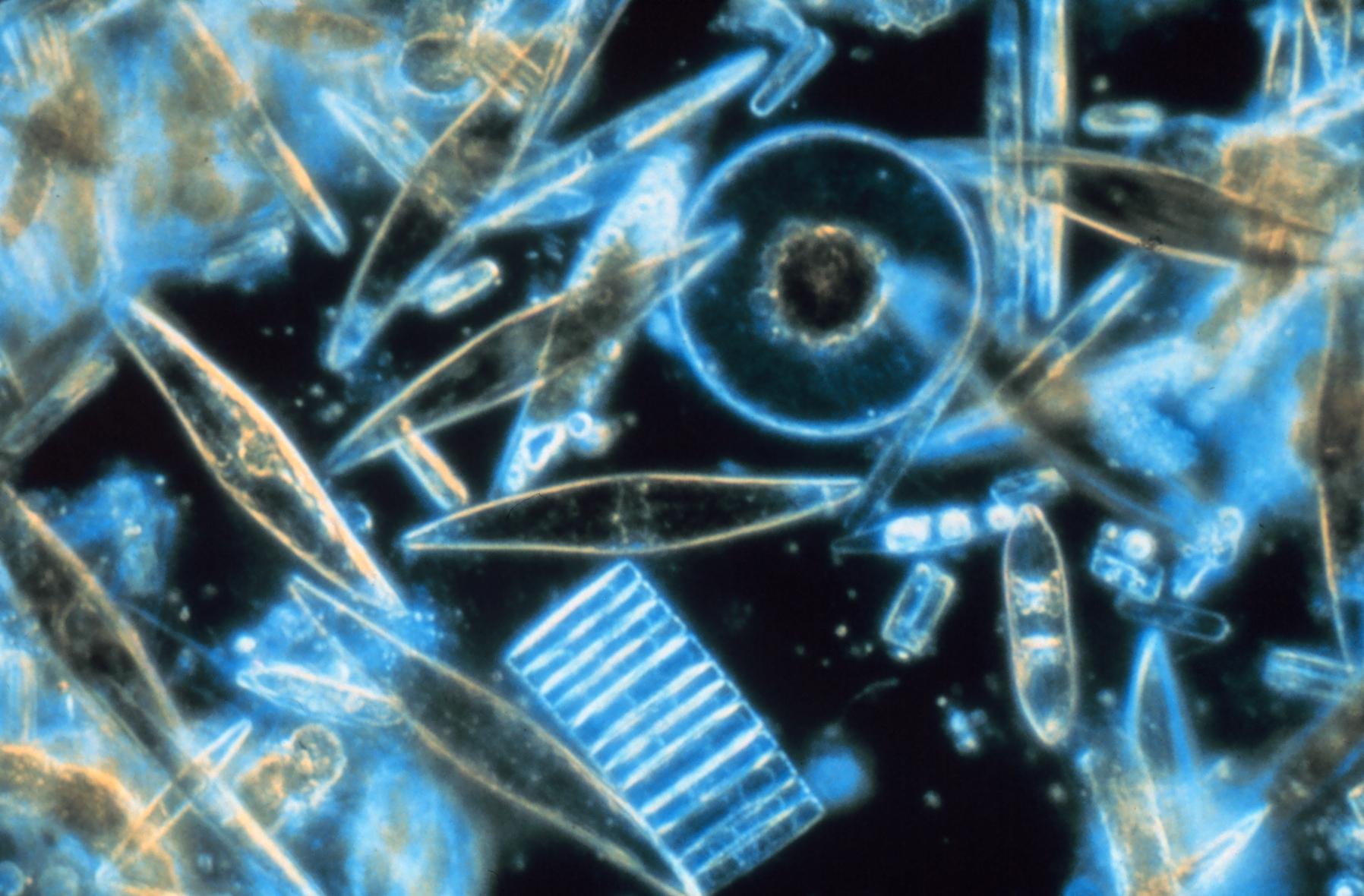
Rozsivky
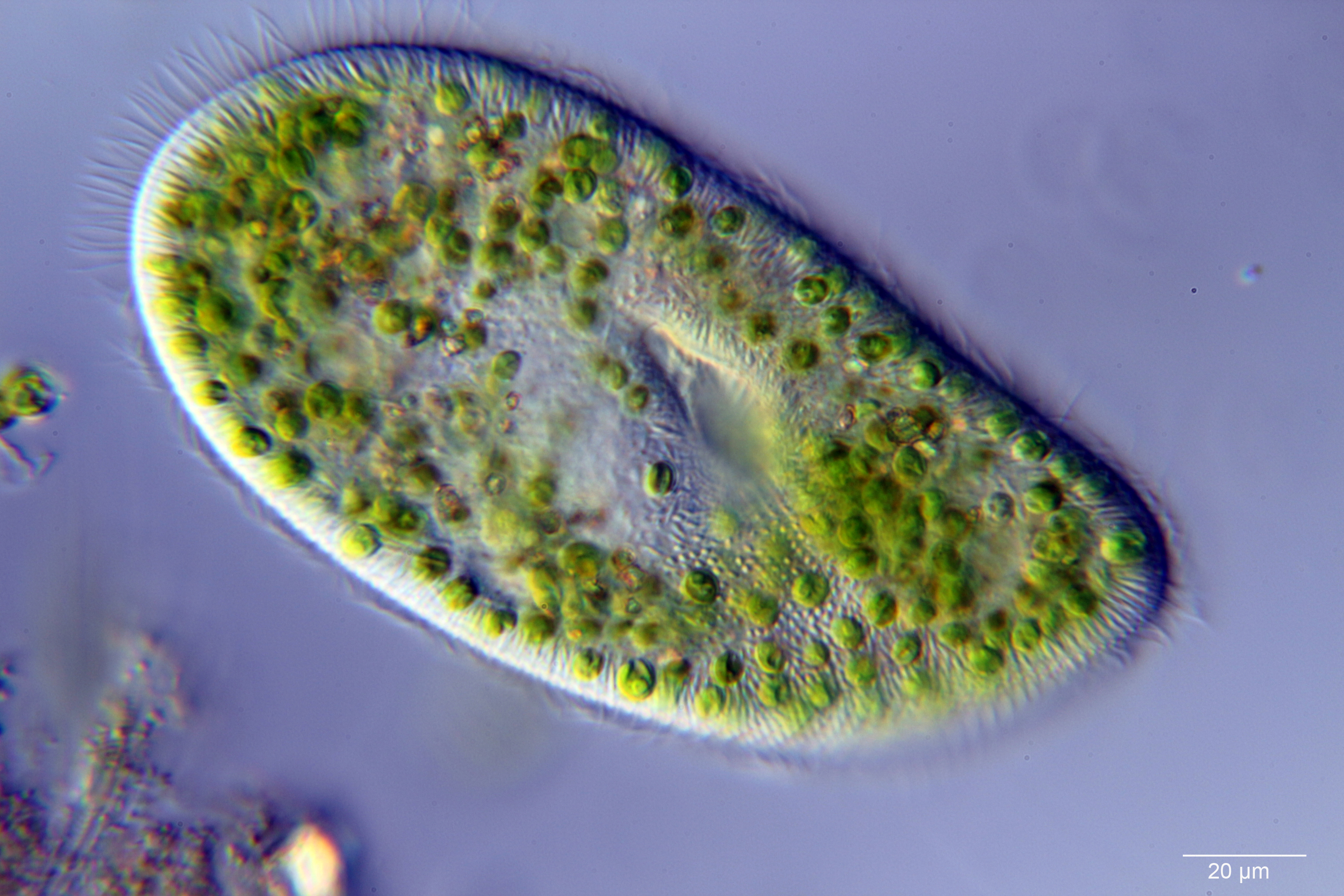
Nálevníci
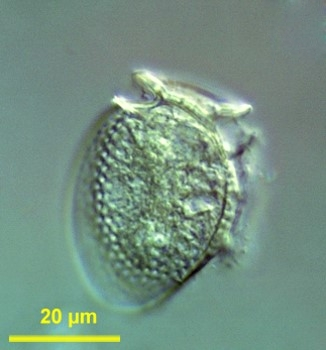
Obrněnky
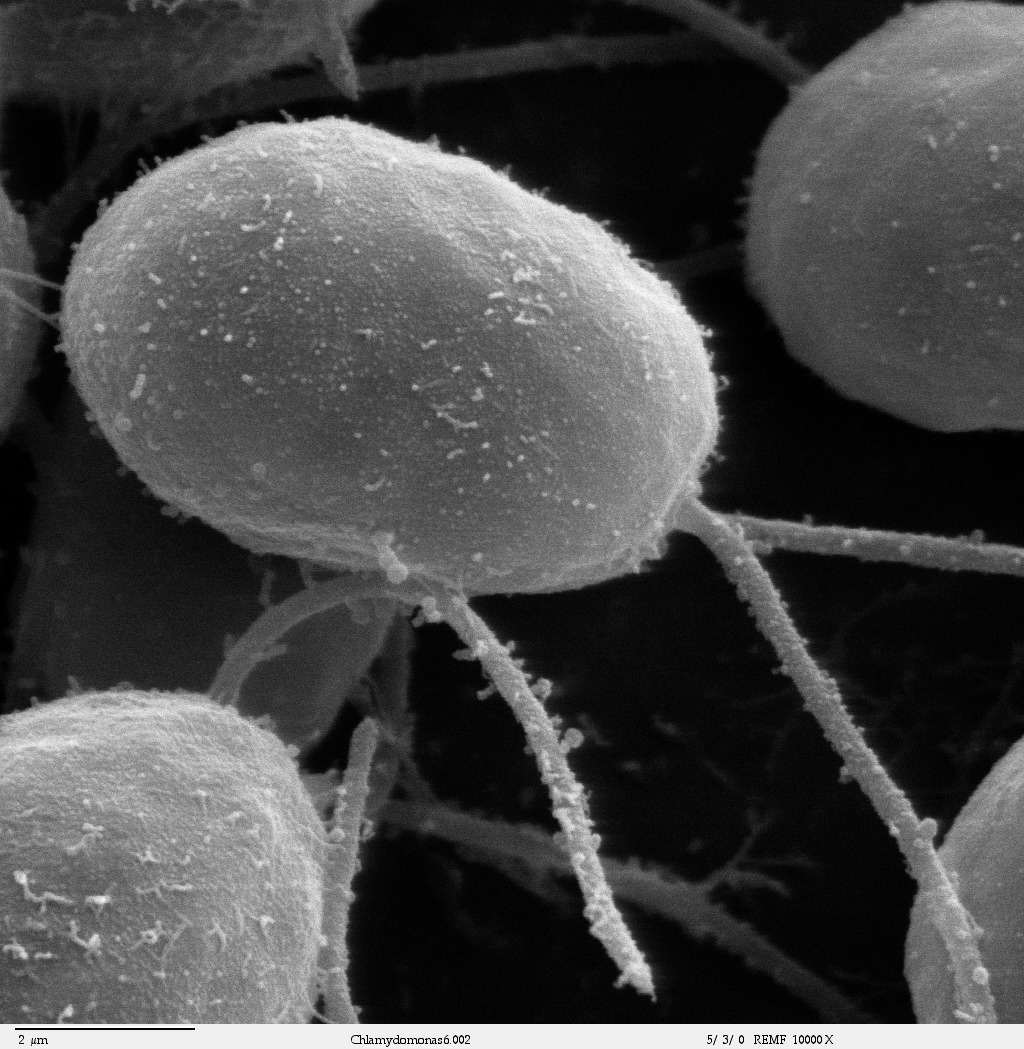
Bičíkovci
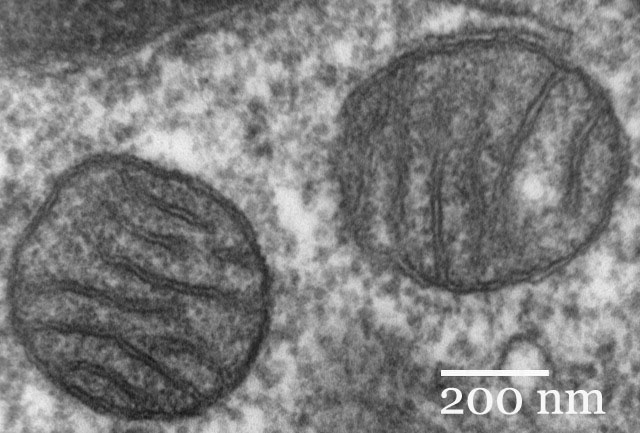
Bakterie

### Podle lokace

#### Endobentos
Jak naznačuje starořecký prefix éndon čili „vnitřní“, jedná se o bentos žijící zarytý v substrátu jako jsou pérovníci nebo ježovky z řádu Clypeasteroida.

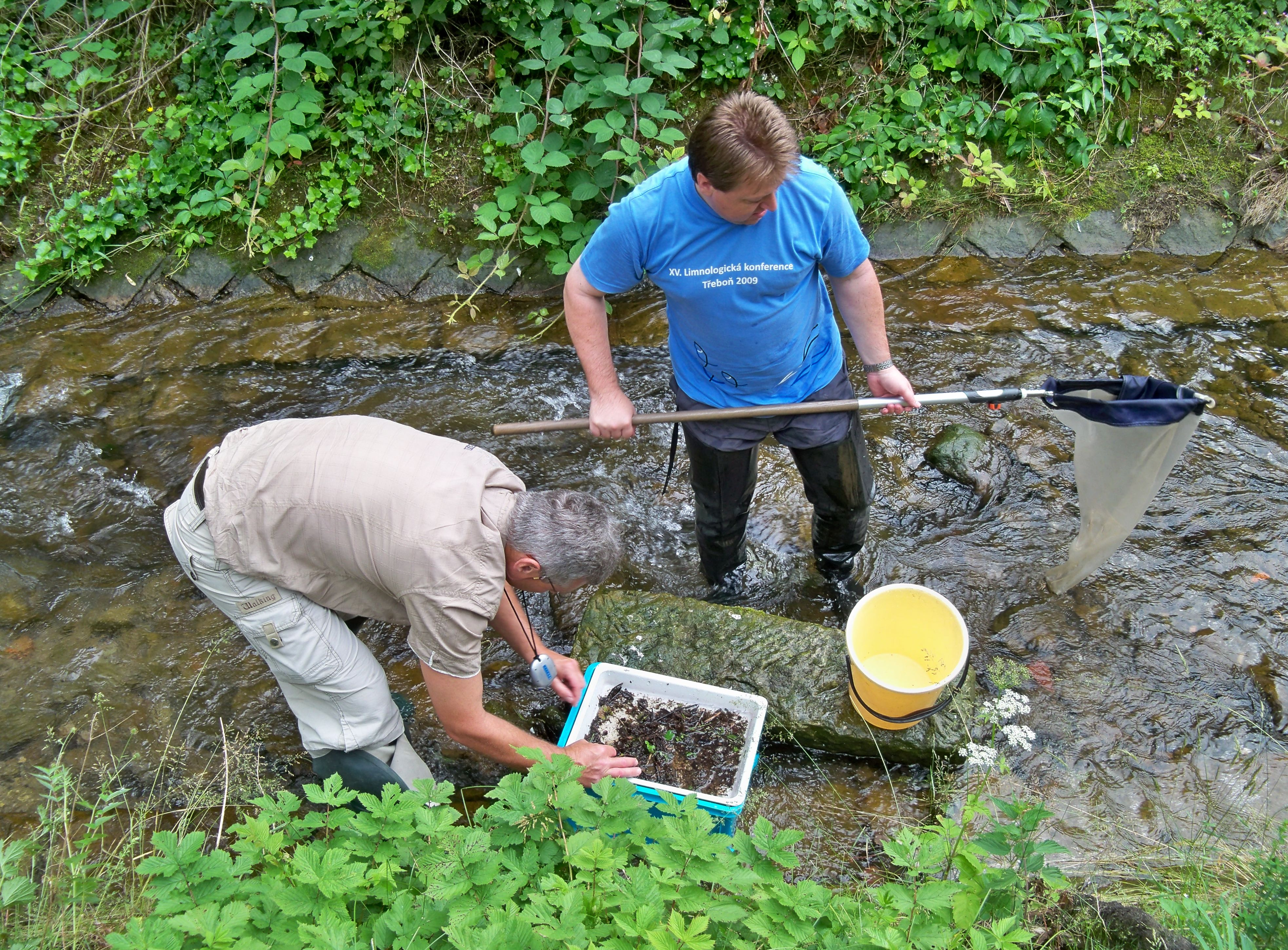
Dvojice českých hydrologů při sběru zoobentosu v říčce Krippenbach (Bad Schandau)

#### Epibentos
Z řeckého epí neboli „na“. Epibentos zahrnuje organismy žijící na dně jako jsou sumýši nebo ježovky.

#### Hyperbentos
Hyper pochází ze starořeckého hupér neboli „nad“; jedná se tedy o organismy žijící těsně nad dnem. Patří k nim řada druhů kostnatých ryb (v Česku např. úhoř říční, sumec velký nebo vranka obecná) a paryb (např. trnucha modroskvrnná, wobegongovití).

### Podle pohybu
Zatímco některé organismy jsou trvale bentické, jiné žijí při dně jen dočasně. Jedná se tedy o tzv. temporární faunu. V Česku se jedná např. o larvy a kukly pakomárů nebo planktonní klanonožce, kteří rané stadium života prožijí zahrabaní v bahně. Naopak zástupci tzv. permanentního bentosu žijí trvale u dna. Lze jmenovat např. nitěnky, žížalice, ploštěnky nebo některé rakovce a plže.